# 白夜のように
「白夜のように」（びゃくやのように）は、沢田知可子のシングル。1996年10月25日にWEA Japanから発売された（WPD6-9103）。

## 収録曲
（全作詞：阿木燿子、作曲：筒美京平）
1. 白夜のように
2. 気分はシャレード
3. 白夜のように (Instumental)
4. 気分はシャレード (Instrumental)